# 피부사상균
피부사상균은 흔히 동물과 인간의 피부병을 일으키는 아르트로데르마티아과의 균계이다. Microsporum, Epidermophyton, Trichophyton이라는 3개의 속이 있으며, 이 속들에는 약 40개종이 존재한다.
피부사상균은 피부, 털, 손발톱의 감염을 일으켜서 케라틴 물질로부터 영양분을 획득한다.
이러한 피부 질환 중 일부는 백선으로 알려져 있지만 감염은 기생충에 의해 유발되지 않는다.